# 民主66
民主66（みんしゅろくろく、オランダ語: Democraten 66, 略称: D66）は、オランダの社会自由主義政党   。党名は、1966年にジャーナリストのハンス・ファン・ミエルロを中心とした若い知識人グループによって設立されたことに由来している。1985年まではアポストロフィーを含むD'66との表記だった。日本では民主66の他、「民主主義66」「民主主義者66」等と訳される場合もある。

## 歴史

### 結党まで
4月30日、ハンス・ファン・ミエルロとハンス・グライテルスの主導により、アムステルダムのホテルに集まった13人の無党派層や左派リベラル層による集会が開催された。。会議参加者のうちの11人を中心に、後述のアピールの原型が議論された。
9月15日に37人で構成されるイニシアチブ委員会（initiatiefcomité D’66）が「我が国の民主主義の深刻な切り下げを懸念する全てのオランダ人へのアピール」を発表した。アピールは書店を通じて約12,000部が1ギルダーで販売された。
アピールに対する反響を受け、政党化されることになり、10月14日に、ハンス・ファン・ミエルロとハンス・グライテルスを共同創設者として設立された。

### 1967年から1974年まで
1967年の総選挙では、前年（設立前日）に起こったシュメルツァーの夜と呼ばれる政治危機の影響もあり、同党は第二院で150議席中7議席を獲得した。
ミエルロの下で、D'66は、労働党（PvdA）と急進党（PPR）と共に政治同盟を形成した。1971年の第二院選挙では、議席数を11議席に伸ばした。1972年の第二院選挙では、3党で共通の選挙プログラム（Keerpunt '72）を作成して臨んだが、3党全体では議席を伸ばしたものの、第二院の過半数には至らず、D'66単独では議席を11議席から6議席に減らした。選挙後の連立交渉は長引いたが、1973年には労働党のヨープ・デン・アイルを首班とするデン・アイル内閣の連立与党（PvdA、PPR、D'66、カトリック人民党（KVP）、反革命党（ARP）の5党）に参加した。
ミエルロはPvdAとPPRとの合併による「進歩人民党（オランダ語: Progressieve_Volkspartij）」の構想を持っていたが、実現しなかった。

### 1974年から1985年まで
1972年から74年にかけての選挙での敗退や党員の減少を背景に、党の存在意義が問い直された。1974年には党大会で党の解散動議が決議されたが、必要な3分の2の賛成が得られず、党は存続した。1973年に党首となったヤン・テルローは、政治改革よりも環境問題や社会問題に重点を置き、既存政党の代替となることを目指した。
1977年の第二院選挙では8議席を獲得したが、連立交渉が難航し、野党となった。1981年の第二院選挙では議席を17議席に倍増させ、第2次ファン・アフト内閣の連立与党（キリスト教民主アピール（CDA）、PvdA、D'66）に加わった。同内閣はCDAとPvdAの対立から瓦解し、D'66は引き続き第3次ファン・アフト内閣（CDA、D'66）を形成した。しかし、1982年の第二院選挙では6議席しか獲得できず、野党に転落した。

### 1985年から2006年まで
1985年にはミエルロが再び党首に戻り、党名もアポストロフィーを含まない形に変更された。翌1986年の第二院選挙では9議席、1989年の第二院選挙では12議席となり、1994年の第二院選挙では24議席を獲得した。選挙後にはPvdAのウィム・コックを首相とする第1次コック内閣（PvdA、自由民主国民党（VVD）、D66）に参加した。同内閣は1918年以降初めてキリスト教民主主義政党が与党を降り、社会民主主義政党（赤）と自由主義政党（青）による連立政権であることから「紫連立」とも呼ばれた。1998年の第二院選挙では議席数を14議席に減らしたが、引き続き第2次コック内閣に参加した。
2002年の第二院選挙では7議席しか獲得できず、野党となった。2003年の第二院選挙では更に1議席減らして6議席となったが、連立交渉の結果、CDAのヤン・ペーター・バルケネンデを首相とする第2次バルケネンデ内閣（CDA、VVD、D66）に参加した。しかし、2006年にはアヤーン・ヒルシ・アリの国籍問題を契機に移民担当大臣の不信任決議に賛成し、D66は連立を離脱した。

### 2006年以降
2006年の第二院選挙では結党以来最低の3議席に留まった。2006年に党首となったアレクサンデル・ペヒトルトの元で党改革が行われた。2009年の欧州議会選挙では2議席増の3議席を獲得し、約15年ぶりに選挙で勝利した。2010年の第二院選挙では10議席、2012年の第二院選挙では12議席を獲得した。引き続き野党に留まったが、当時、VVDのマルク・ルッテを首相とする第2次ルッテ内閣（VVD、PvdA）は第一院で過半数を得ていなかったため、D66、キリスト教連合（CU）、改革政党（SGP）と住宅政策に関する協定を結ぶなど、一部の法案で内閣に協力した。
2017年の第二院選挙では19議席を獲得した。選挙後の内閣形成には第3次ルッテ内閣（VVD、CDA、D66、CU）に参加した。2021年の第二院選挙では24議席を獲得し、第4次ルッテ内閣（VVD、CDA、D66、CU）に参加した。

## 選挙結果
| 選挙年 | 得票数    | %     | 獲得議席数 | +/-      | 備考                  |
| ------ | --------- | ----- | ---------- | -------- | --------------------- |
| 1967   | 307,859   | 4.48  | 7 / 150    | 増減なし | 野党                  |
| 1971   | 428,150   | 6.77  | 11 / 150   | 4        | 野党                  |
| 1972   | 307,048   | 4.15  | 6 / 150    | 5        | 連立与党              |
| 1977   | 452,423   | 5.44  | 8 / 150    | 2        | 野党                  |
| 1981   | 961,121   | 11.06 | 17 / 150   | 9        | 連立与党              |
| 1982   | 351,278   | 4.26  | 6 / 150    | 11       | 野党                  |
| 1986   | 562,466   | 6.13  | 9 / 150    | 3        | 野党                  |
| 1989   | 700,538   | 7.89  | 12 / 150   | 3        | 野党                  |
| 1994   | 1,391,202 | 15.49 | 24 / 150   | 12       | 連立与党              |
| 1998   | 773,497   | 8.99  | 14 / 150   | 10       | 連立与党              |
| 2002   | 484,317   | 5.10  | 7 / 150    | 7        | 野党                  |
| 2003   | 393,333   | 4.07  | 6 / 150    | 1        | 連立与党（2003-2006） |
| 2003   | 393,333   | 4.07  | 6 / 150    | 1        | 野党（2006）          |
| 2006   | 193,232   | 1.96  | 3 / 150    | 3        | 野党                  |
| 2010   | 654,167   | 6.95  | 10 / 150   | 7        | 野党                  |
| 2012   | 757,091   | 8.03  | 12 / 150   | 2        | 野党                  |
| 2017   | 1,285,819 | 12.23 | 19 / 150   | 7        | 連立与党              |
| 2021   | 1,565,861 | 15.02 | 24 / 150   | 5        | 連立与党              |

| 選挙年 | 得票数  | %     | 獲得議席数 | +/-      | 備考                                |
| ------ | ------- | ----- | ---------- | -------- | ----------------------------------- |
| 1979   | 511,967 | 9.03  | 2 / 25     | 増減なし |                                     |
| 1984   | 120,826 | 2.28  | 0 / 25     | 2        |                                     |
| 1989   | 311,990 | 5.95  | 1 / 25     | 1        |                                     |
| 1994   | 481,843 | 11.66 | 4 / 31     | 3        |                                     |
| 1999   | 205,623 | 5.80  | 2 / 31     | 2        |                                     |
| 2004   | 202,502 | 4.25  | 1 / 27     | 1        |                                     |
| 2009   | 515,422 | 11.32 | 3 / 25     | 2        |                                     |
| 2009   | 515,422 | 11.32 | 3 / 26     | 増減なし | ※リスボン条約批准後の議席数見直し後 |
| 2014   | 735,825 | 15.48 | 4 / 26     | 1        |                                     |
| 2019   | 389,692 | 7.09  | 2 / 26     | 2        |                                     |
| 2019   | 389,692 | 7.09  | 2 / 29     | 増減なし | ※英国のEU離脱に伴う議席数見直し後   |

## 支持基盤
同党は特に大学卒業者に人気があり、ランドスタット等の、大都市や富裕層が平均以上に多い自治体で支持を得ている。2022年の地方議員選挙では、デンボス、ゴーダ、アメルスフォールトで最大の得票を得た。

## 党組織
2022年現在、党を率いているのは、2020年9月4日に党首に選出されたシフリット・カーフである。

### 党大会
党大会は毎年数回開催される。

### 党員数
2022年時点の党員数は31,830人とされる。党員数は長期的に増加傾向にある。

### 関連組織
- ハンス・ファン・ミエルロ財団（蘭: Mr. Hans van Mierlo Stichting）：党シンクタンク。1977年に前身の組織が設立され、2011年4月に現在の名称となった。
- 青年民主党員（蘭: Jonge Democraten）：青年組織（1984年設立）

### 国際組織
自由民主国民党と共に、欧州自由民主改革党（ALDE）、自由主義インターナショナル（LI）に所属している。欧州議会の会派としては、自由民主国民党と共に欧州刷新（2019年までは欧州自由民主同盟）に所属している。